# Jonathan Beare
Jonathan Beare –conocido como Jon Beare– (London, 10 de mayo de 1974-5 de octubre de 2023) fue un deportista canadiense que compitió en remo.
Participó en tres Juegos Olímpicos de Verano, obteniendo una medalla de bronce en Pekín 2008, en la prueba de cuatro sin timonel ligero, el séptimo lugar en Sídney 2000 y el quinto en Atenas 2004, en la misma prueba.
Ganó dos medallas de bronce en el Campeonato Mundial de Remo, en los años 1996 y 1997.

## Palmarés internacional
| Juegos Olímpicos   | Juegos Olímpicos         | Juegos Olímpicos  | Juegos Olímpicos          |
| Año                | Lugar                    | Medalla           | Prueba                    |
| ------------------ | ------------------------ | ----------------- | ------------------------- |
| 2008               | Pekín (China)            | Medalla de bronce | Cuatro sin timonel ligero |
| Campeonato Mundial |                          |                   |                           |
| Año                | Lugar                    | Medalla           | Prueba                    |
| 1996               | Motherwell (Reino Unido) | Medalla de bronce | Ocho con timonel ligero   |
| 1997               | Aiguebelette (Francia)   | Medalla de bronce | Ocho con timonel ligero   |